# Paladicella eruptionis
Paladicella eruptionis là một loài Trichoptera hóa thạch trong họ Polycentropodidae.